# George N. Barnard

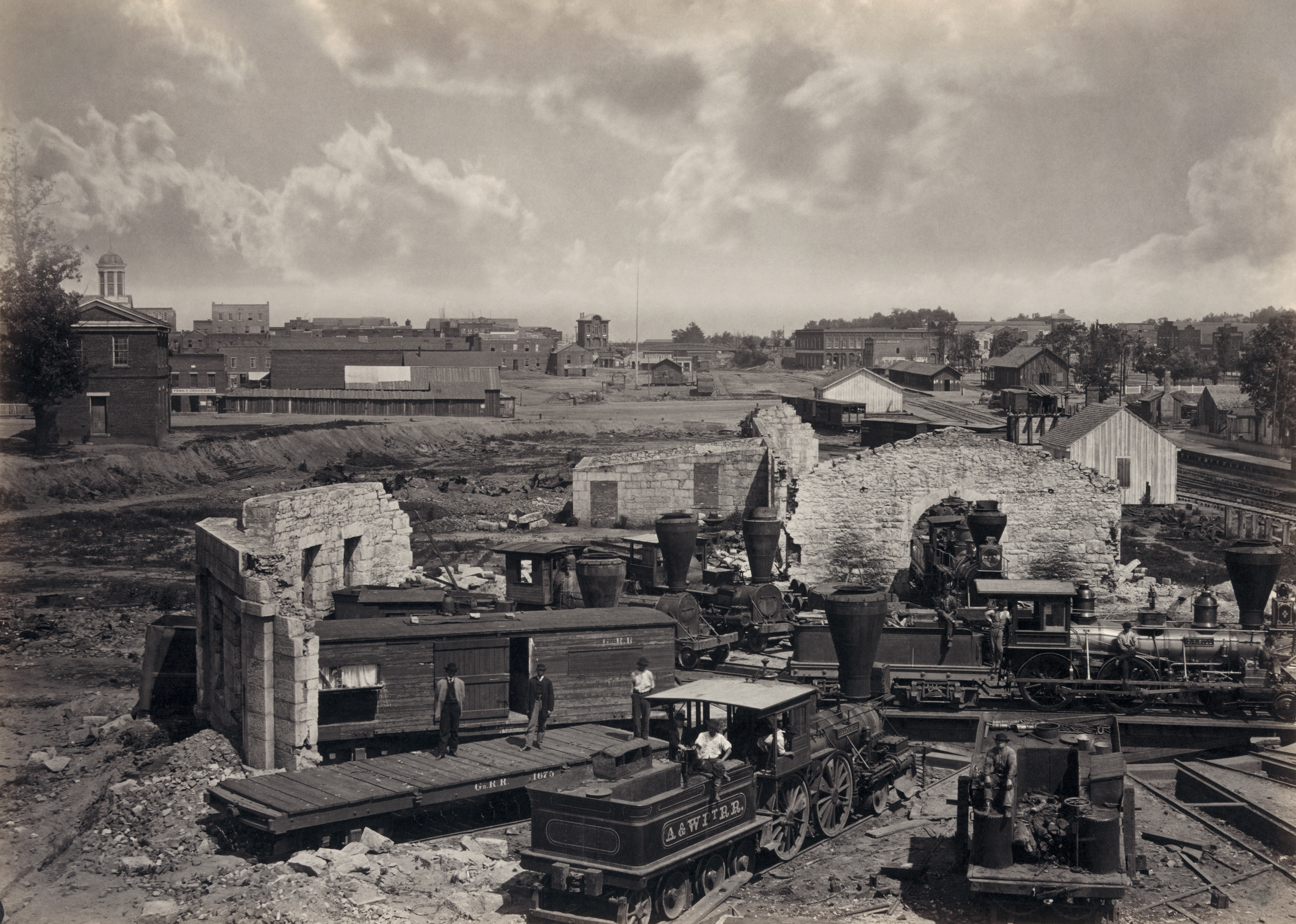
Pobořené domy v Atlantě po bitvě za Atlantu, albuminový tisk, 1866, digitální retuš

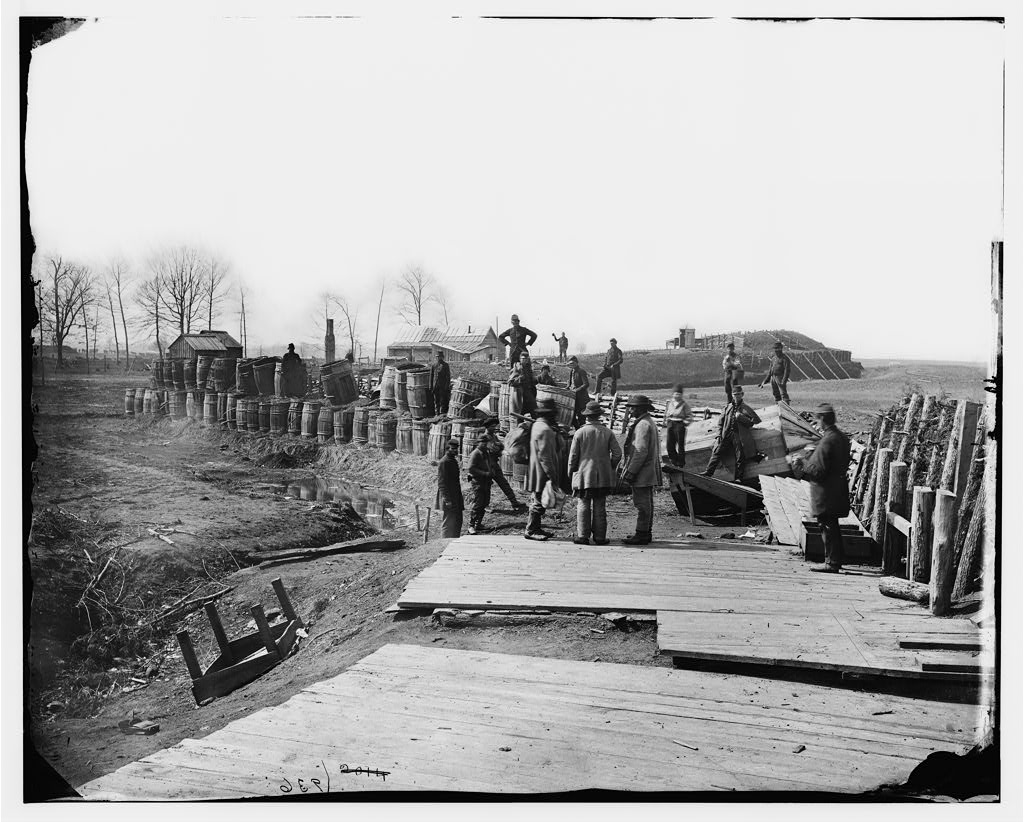
Obrana konfederace, Manassas, 1862

George N. Barnard (23. prosince 1819 Coventry, Connecticut – 4. února 1902) byl americký fotograf známý především svými snímky z americké občanské války.

## Život a dílo
Narodil se 23. prosince v roce 1819 v Coventry jako syn Normana a Grace Badger Barnardových. Během svého dětství žil na různých místech po celé zemi, včetně jihu. Po otcově smrti v roce 1826 se Barnard a jeho rodina přestěhovali do New York City. Později žil se svou sestrou v Gallatinu v Tennessee, ale v roce 1842 se vrátil do New Yorku a vzal si za manželku v roce 1843 Sarah Jane Hodgesovou, se kterou měli dvě děti, dceru Mary Grace a syna, který zemřel již v dětství. V New Yorku pracoval v roce 1845 nejdříve jako hoteliér, po roce si otevřel vlastní daguerrotypické fotografické studio, dodnes však není známo, kde fotografii vystudoval.
Po vypuknutí občanské války byl Barnard posílán fotografovat na různá místa ve Virginii, včetně Harper Ferry v Západní Virginii, Bull Runu a Yorktownu a stejně tak pracoval v okolí města Washingtonu.

## Fotografická kariéra
Jeho snímky z 5. července 1853, na kterých zdokumentoval požár v mlýnu v Oswegu, se dnes považují za první zpravodajské fotografie a Barnard za jednoho ze zakladatelů fotožurnalistiky. Ve stejném roce si otevřel studio v Syrakusách, kde kromě daguerrotypií dělal ambrotypie a nakonec ferrotypie. Poté, co prodal studio v roce 1857, se specializoval na kartografii a lexikon míst státu New York. O dva roky později začal pracovat znova jako fotograf, spolupracoval s Timothy H. O'Sullivanem, Alexandrem Gardnerem a dalšími asistenty slavného fotografa Mathew Bradyho v New York City. Barnard byl u Bradyho zaměstnán v době, kdy se vzhledem k hrozbě občanské války obzvláště zvýšila poptávka po portrétech vojáků.
Jakmile válka začala, Barnard fotografoval mnoho významných bitev a míst. V roce 1863 byl angažován armádou Cumberland, aby vytvořil v Nashville v Tennessee kopie map a fotograficky zdokumentoval krajinu. O rok později spolu s generálem Williamem Tecumsehem Shermanem dokumentoval bitvu za Atlantu a následný pochod k moři. Závěr jeho válečné fotografie představují obrazy Columbie a Charlestonu, Jižní Karolína a představuje jeho 61 nejslavnějších fotografií, které publikoval v roce 1866 ve své knize Photographic Views of the Sherman Campaign.
Po válce pracoval v Syrakusách a v Charlestonu, pak se odstěhoval do Chicaga, kde jeho ateliér padl za oběť plamenům během velkého požáru Chicaga v roce 1871. Pak se v období 1873 až 1880 znovu usadil v Charlestonu. Nicméně i pak se stěhoval, tentokrát do Henrietty v New Yorku, kde si v roce 1881 vzal svou druhou manželku Emmu Chapin Gilbertovou. Našel si práci u společnosti Eastman Kodak Company v Rochesteru, kde pracoval na novém suchém želatinovém procesu. Avšak i v dalších několika letech se několikrát stěhoval. Nejdříve se s rodinou přestěhoval do Painesville, Ohio, poté na Gadsden, Alabama před rokem 1893 se stěhoval na farmu v Cedarvale, New York. Zde Barnard trávil své stáří a ještě vydělával vytvářením portrétů.
Zemřel 4. února 1902 a byl pohřben na hřbitově u Syrakus.

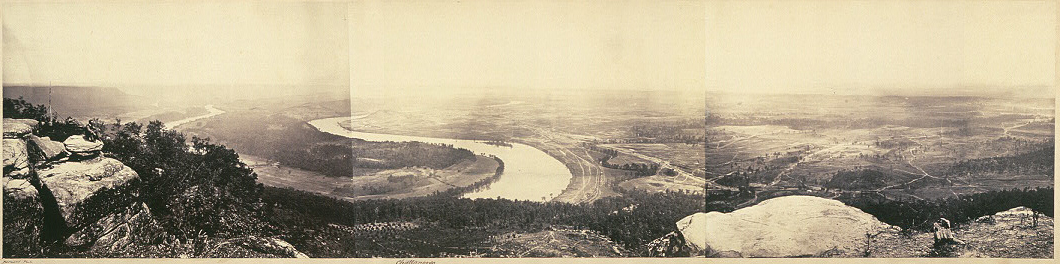
George N. Barnard: Pohled z hory Lookout Mountain na Tennessee, albuminová fotografie, únor 1864

## Galerie

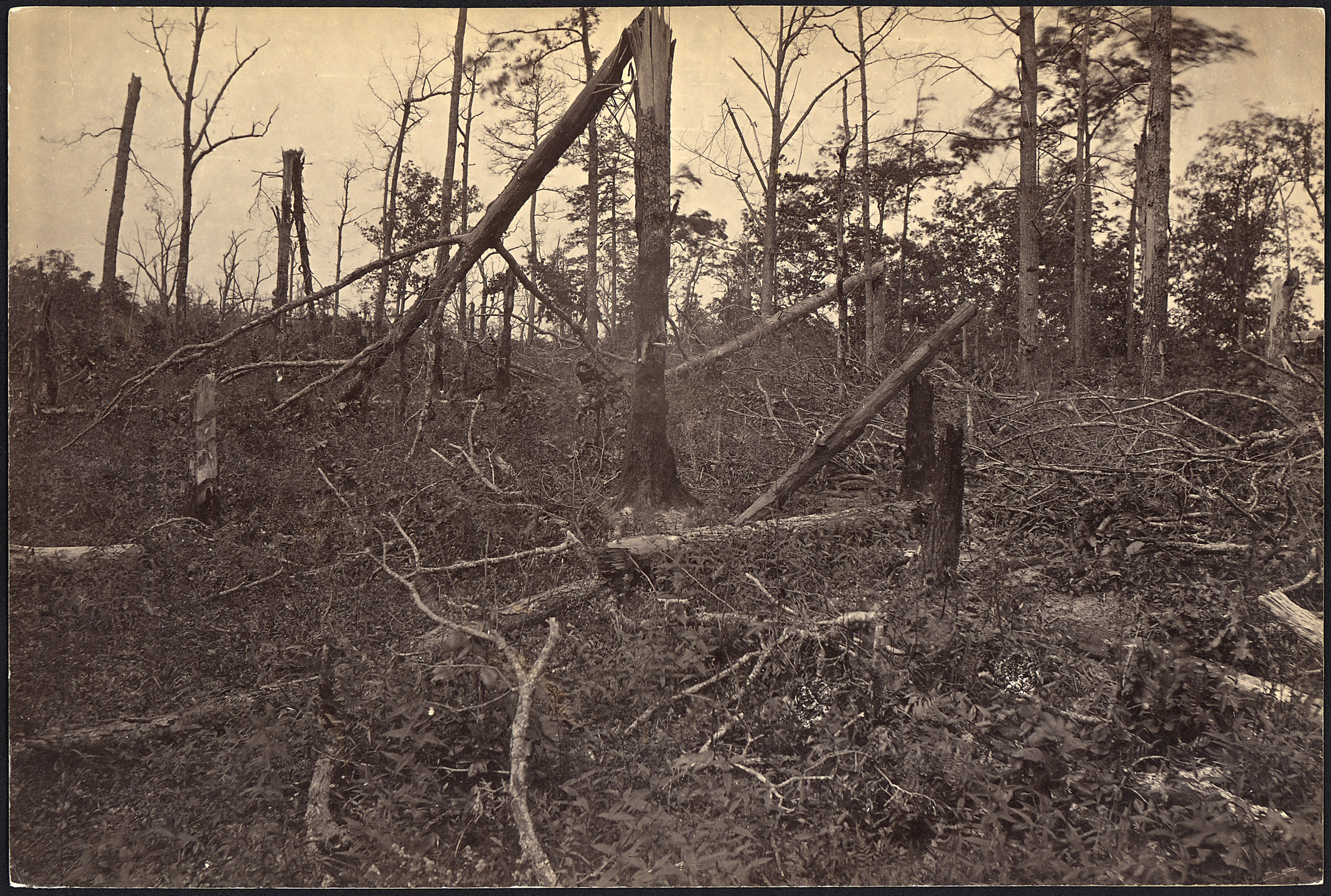
Georgia, New Hope Church, Hell Holeca, asi 1862 - asi 1865
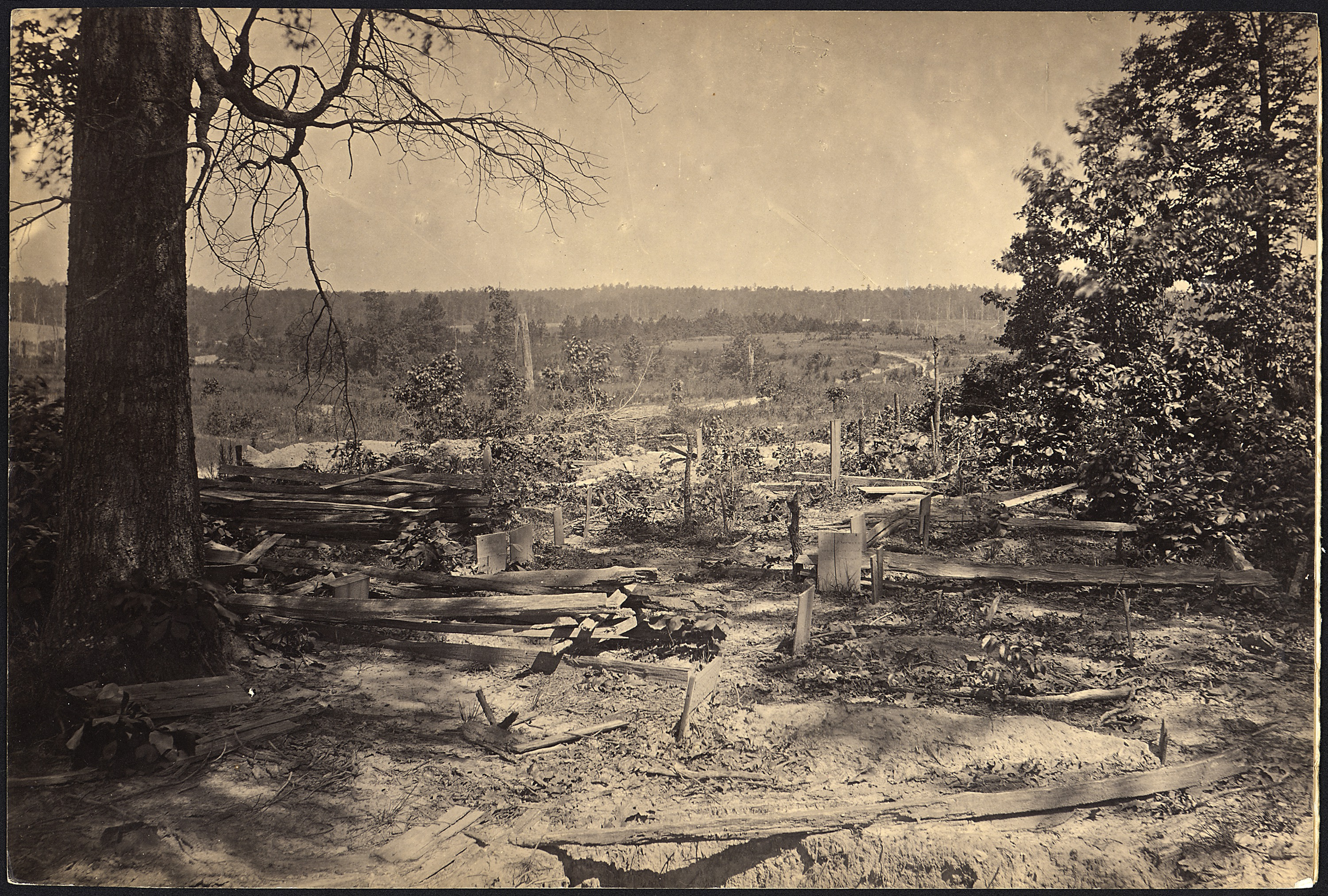
Georgia, Peach Tree Creek Battlefield, asi 1862 - asi 1865
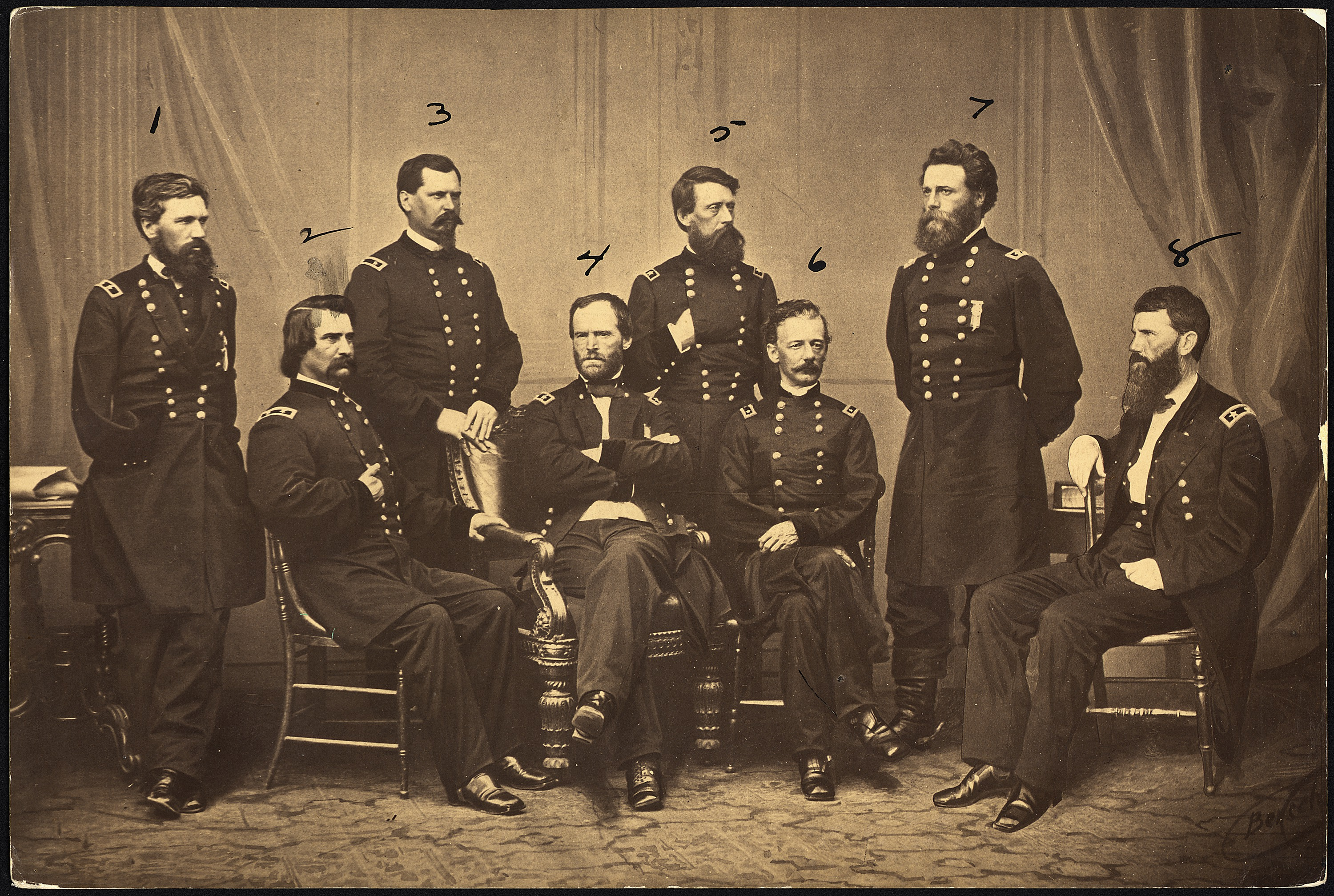
Major General William T. Sherman, Commanding Military Division of the Mississippi, and his Generals: 1. Maj. Gen. O. O. Howard; 2. Maj. Gen. J. A. Logan; 3. Maj. Gen. William B. Hazen; 4. Maj. Gen. William T. Sherman; 5. Maj. Gen. Jeff C. Davis; 6. Maj. Gen. H. W. Slocum; 7. Maj. Gen. J. A. Mower; 8. Maj. Gen. F. P. Blair.
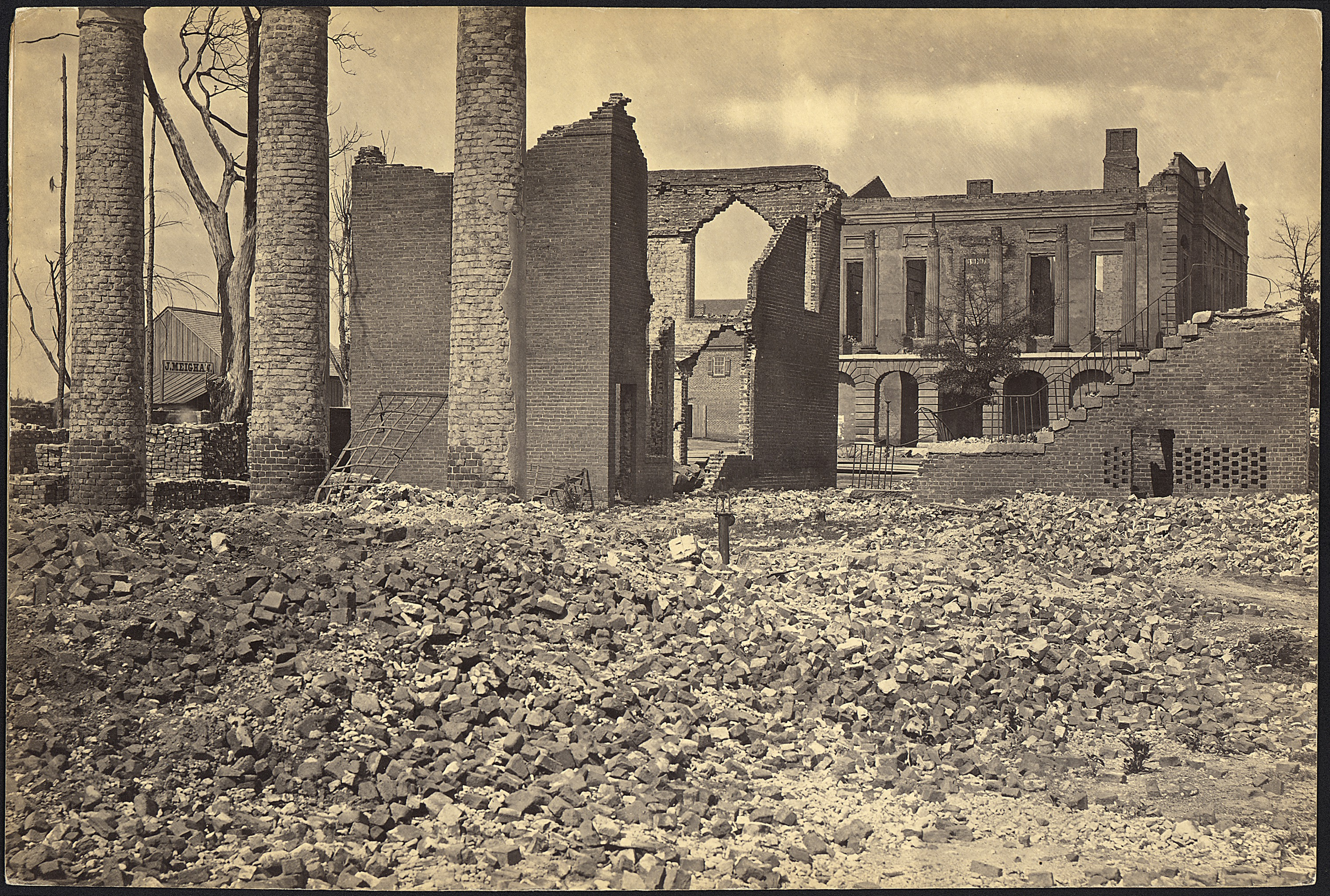
Ruiny v Columbii, Jižní Karolína
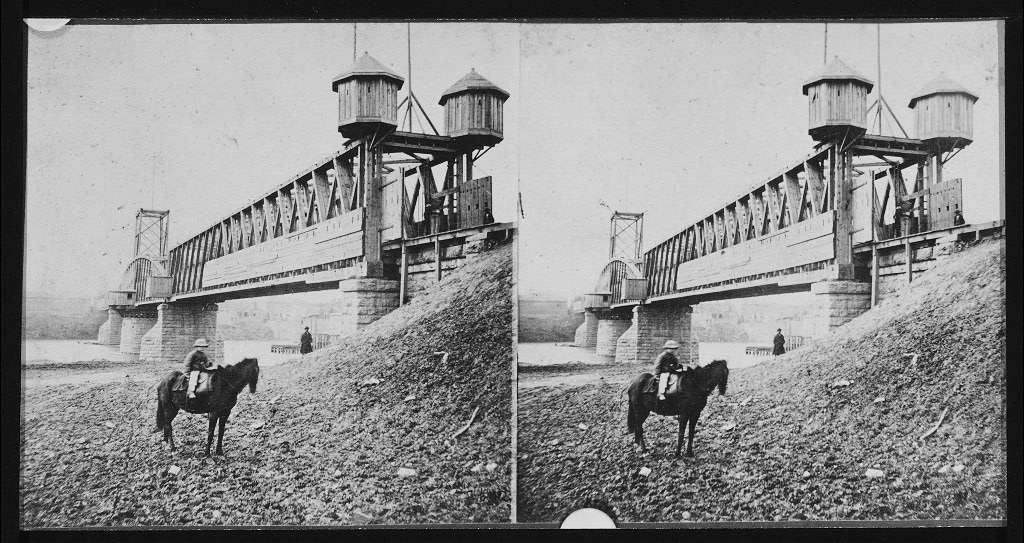
Most přes řeku Cumberland River v Louisville a Nashville R. R., stereofotografie
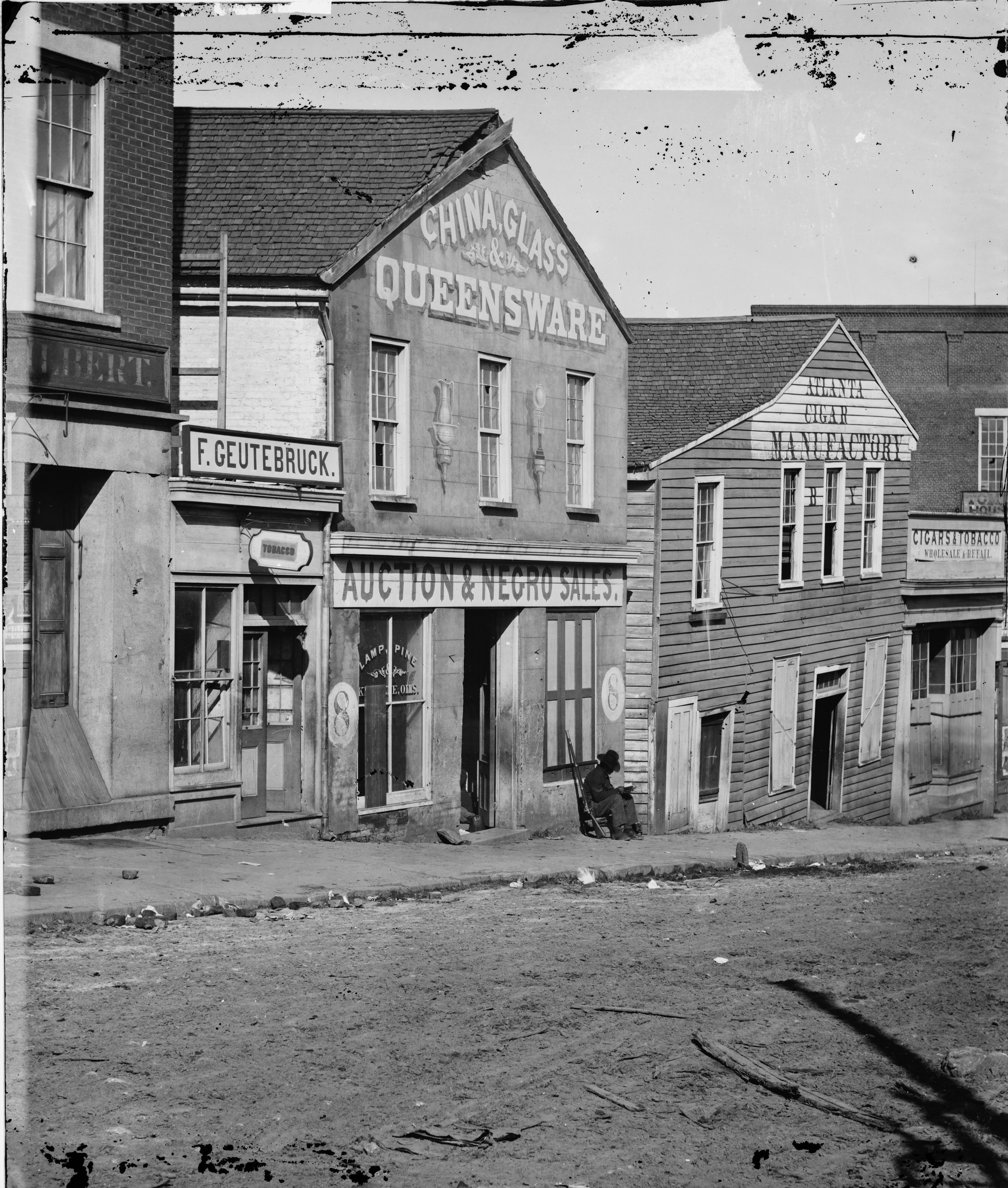
Atlanta
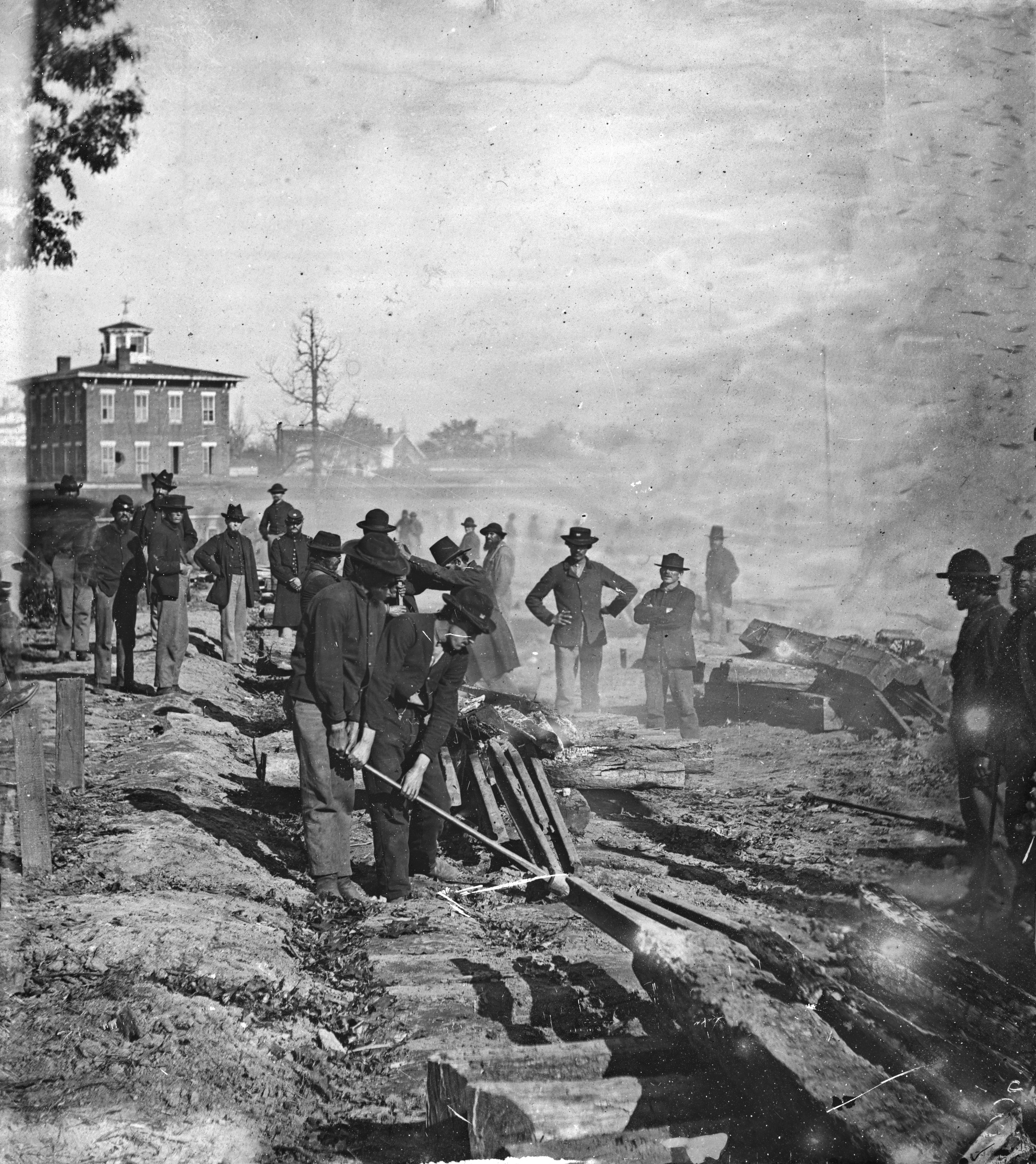
Poškozená trať